# Giampiero Marini
Giampiero Marini (Lodi, Provincia de Lodi, Italia, 25 de febrero de 1951) es un exfutbolista y director técnico italiano. Se desempeñaba en la posición de centrocampista

## Selección nacional
Fue internacional con la selección de fútbol de Italia en 20 ocasiones. Debutó el 1 de noviembre de 1980, en un encuentro ante la selección de Dinamarca que finalizó con marcador de 2-0 a favor de los italianos.

### Participaciones en Copas del Mundo
| Mundial                        | Sede   | Resultado |
| ------------------------------ | ------ | --------- |
| Copa Mundial de Fútbol de 1982 | España | Campeón   |

## Clubes

### Como futbolista
| Club             | País   | Año         |
| ---------------- | ------ | ----------- |
| A. C. Fanfulla   | Italia | 1968 - 1969 |
| A. S. Varese     | Italia | 1969 - 1970 |
| Reggina Calcio   | Italia | 1970 - 1971 |
| Triestina Calcio | Italia | 1971 - 1972 |
| A. S. Varese     | Italia | 1972 - 1975 |
| Inter de Milán   | Italia | 1976 - 1986 |

### Como entrenador
| Club            | País   | Año         |
| --------------- | ------ | ----------- |
| Inter de Milán  | Italia | 1993 - 1994 |
| Calcio Como     | Italia | 1997        |
| U. S. Cremonese | Italia | 1997 - 1999 |
| Calcio Como     | Italia | 1999 - 2000 |

## Palmarés

### Como futbolista
| Título                 | Club                | País   | Año     |
| ---------------------- | ------------------- | ------ | ------- |
| Serie A                | Inter de Milán      | Italia | 1979-80 |
| Copa Italia            | Inter de Milán      | Italia | 1977-78 |
| Copa Italia            | Inter de Milán      | Italia | 1981-82 |
| Copa Mundial de Fútbol | Selección de Italia | Italia | 1982    |

### Como entrenador
| Título          | Club           | País   | Año     |
| --------------- | -------------- | ------ | ------- |
| Copa de la UEFA | Inter de Milán | Italia | 1993-94 |